# Blas María Royo de León
Blas María Royo de León (Aguaviva, 3 de febrero de 1800 - Santa Magdalena de Pulpis, 10 de septiembre de 1854) fue un militar carlista español. 

## Biografía
Partidario de la monarquía tradicional, tomó parte en la Guerra de la Independencia y en la Guerra Realista. En 1833 se lanzó nuevamente al campo, al frente de una reducida partida carlista, en el reino de Valencia, operando después en el Norte y en Cataluña más tarde, a las órdenes del general Guergué. Tenía el empleo de coronel y el cargo de ayudante general de estado mayor, siendo ascendido a general en 1836.
Se le confirió el mando de la Comandancia general del ejército carlista de Cataluña en 1837. Sostuvo brillantes combates con las fuerzas de los generales isabelinos Gurrea, Niubó, Iriarte, Osorio, Uzpiroz, Montero, Ayerbe, Conrad y Sebastián, quienes no pudieron impedir la expedición de Royo de León a Benabarre, en dicho año. Ascendió a mariscal de campo y llegó a reunir 7 brigadas bajo su mando, que comprendían 23 batallones, con su artillera y caballería.
Al emprender Don Carlos su expedición hacia Castilla, Royo de León fue nombrado su ayudante de campo y posteriormente fue gobernador militar de Estella, hasta el convenio de Vergara, al que no quiso adherirse. Emigró a Francia, en donde permaneció nueve años.
En 1848 volvió a entrar en España, haciendo de nuevo armas contra Isabel II. Fue comandante general de las fuerzas carlistas de la Mancha, cayendo gravemente enfermo y teniéndose que refugiar en Portugal. En 1849 se acogió a la amplia amnistía que concedió la reina, y le fue reconocido en el Ejército español su empleo de mariscal de campo con la cruz y banda de San Fernando. Falleció alrededor del año 1854.